# Lorenzo Raggi (cardinale)
Lorenzo Raggi (Genova, 1615 – Ravenna, 14 gennaio 1687) è stato un cardinale e vescovo cattolico italiano.

## Biografia
Nacque a Genova nel 1615, nipote del cardinale Ottaviano Raggi.
Papa Innocenzo X lo elevò al rango di cardinale nel concistoro del 7 ottobre 1647.
Morì il 14 gennaio 1687, all'età di circa 72 anni.

## Genealogia episcopale
La genealogia episcopale è:
- Cardinale Guillaume d'Estouteville, O.S.B.Clun.
- Papa Sisto IV
- Papa Giulio II
- Cardinale Raffaele Riario
- Papa Leone X
- Papa Paolo III
- Cardinale Francesco Pisani
- Cardinale Alfonso Gesualdo
- Papa Clemente VIII
- Cardinale Pietro Aldobrandini
- Cardinale Laudivio Zacchia
- Cardinale Antonio Barberini, O.F.M.Cap.
- Cardinale Girolamo Colonna
- Cardinale Niccolò Albergati-Ludovisi
- Cardinale Alderano Cybo-Malaspina
- Cardinale Lorenzo Raggi